# 増井幸雄
増井 幸雄（ますい ゆきお、1888年6月18日 - 1944年3月18日）は、日本の経済学者。
静岡県浜名郡生まれ。1912年慶應義塾大学部理財科卒、同助手、1913年慶大予科教授、1917年から1920年まで欧米に留学、慶大経済学部教授、1938年学部長。1944年、肺壊疽のため56歳で死去。交通経済学を開拓した。息子の増井健一も慶大教授、経済学者。

## 著書
- 交通総論 丸善 1928年（交通政策）
- 陸運 千倉書房 1930年（商学全集）
- 交通経済総論 丸善 1934年（交通政策）
- ケネー 三省堂 1934年（社会科学の建設者人と学説叢書）
- 鉄道運賃論 鉄道交通全書 第5 春秋社 1937年
- 交通政策 慶応出版社 1941年（慶応義塾大学講座経済学）

## 共著
- 世界軍事郵便概要 三井高陽 国際交通文化協会 1939年

## 翻訳
- 物価騰貴論 レートン 北文館 1913年
- 経済学 ジヤン・バティスト・セイ 経済学古典叢書 岩波書店 1926年 - 1929年
- ケネー経済表 戸田正雄共訳 岩波文庫、1933年

## 参考
- 増井 幸雄 - Bibliographical Database of Keio Economists